# Jesus of Suburbia
«Jesus of Suburbia» es una canción de la banda estadounidense de punk rock Green Day, además es el quinto y último sencillo del álbum American Idiot. Actualmente se encuentra n.º 1 en el Top 20 de las canciones más exitosas de Green Day, según una encuesta a los lectores de la revista Rolling Stone. Es el único sencillo que tuvo éxito en no ser incluido en el álbum recopilatorio de grandes éxitos God's Favourite Band.

## Composición
La canción conceptual tiene una duración de 9:09 minutos y consta de cinco partes:
- I - Jesus of Suburbia:  Acto que describe a Jesus of Suburbia (Jesús de los suburbios), y su vida en Jingletown, donde vivió en una dieta de gaseosa y Ritalin, además de experimentar con drogas.
- II - City of the Damned: Acto que sucede durante el mes de marzo, donde St. Jimmy (Jesus) se pregunta si ese en verdad es su lugar, ya que se siente desilusionado de su vida ahí.
- III - I Don't Care: Acto que describe el sentimiento de Jesus hacía sus "amigos de siempre", sintiéndose rechazado por ellos.
- IV - Dearly Beloved: Acto que habla sobre las idas a terapia psicológica de Jesus para llenar un "vacío espiritual" que siente por sus hipócritas amigos.
- V - Tales From Another Broken Home: Acto que habla sobre la decisión de Jesus de dejar su casa, su pasado, su antigua vida, y decide irse a vivir a "La ciudad".

## Importancia en el disco
Según Billie Joe Armstrong, "Jesus of Suburbia" es el "American Idiot" del cual se habla en el disco, que luego se autodenomina como "St. Jimmy", al huir de casa y dedicarse a las drogas y el crimen, en la declaración que dio para el disco de Bullet In A Bible menciona que este personaje surge un día que decide ir a caminar y se le ocurre una frase: "Soy el hijo de la ira y del amor, el Jesús de los suburbios", de ahí vino esta popular canción.

## Video musical
Existen dos versiones del video de Jesus of Suburbia, dirigidas por Samuel Bayer (quien dirigió todos los demás videos de American Idiot). El video oficial fue estrenado el 14 de octubre del 2005 en MTV para Estados Unidos. En el Reino Unido el estreno fue el 25 de octubre.
Una versión es de 12 minutos, que contiene toda la trama y los diálogos, mientras que la otra es acortada a 6 minutos y medio. En el vídeo, Lou Taylor Pucci actúa como Jesus/St. Jimmy, aunque originalmente se tenía planeado a Billie Joe en el rol protagonista. 

## Listados de canciones
| Sencillo en CD |                                                   |          |  |
| N.º            | Título                                            | Duración |  |
| 1.             | «Jesus of Suburbia»                               | 9:09     |  |
| 2.             | «Are We The Waiting» (Live From VH1 Storytellers) | 2:57     |  |
| 3.             | «St. Jimmy» (Live From VH1 Storytellers)          | 3:07     |  |

| Sencillo en CD Alemania; Descarga digital en iTunes; Vinilo de 10 pulgadas |                                          |          |  |
| N.º                                                                        | Título                                   | Duración |  |
| 1.                                                                         | «Jesus of Suburbia»                      | 9:08     |  |
| 2.                                                                         | «St. Jimmy» (Live From VH1 Storytellers) | 2:57     |  |

| Sencillo en CD Reino Unido CD Promocional Estados Unidos |                                     |          |  |
| N.º                                                      | Título                              | Duración |  |
| 1.                                                       | «Jesus of Suburbia» (Álbum Versión) | 9:09     |  |

| CD Promocional |                                  |          |  |
| N.º            | Título                           | Duración |  |
| 1.             | «Jesus of Suburbia»              | 9:08     |  |
| 2.             | «Jesus of Suburbia» (Radio Edit) | 6:28     |  |

| DVD |                                         |          |  |
| N.º | Título                                  | Duración |  |
| 1.  | «Jesus of Suburbia» (Video)             | 11:53    |  |
| 2.  | «Jesus of Suburbia» (Vídeo en directo)  | 11:10    |  |
| 3.  | «Bullet in a Bible» (Tráiler del vídeo) | 2:33     |  |

| CD Promocional |                                  |          |  |
| N.º            | Título                           | Duración |  |
| 1.             | «Jesus of Suburbia» (Radio Edit) | 6:28     |  |

## Versiones
- Versión original que aparece en el disco American Idiot.[10]
- Versión del musical American Idiot interpretada por los miembros del cast e incluida en el disco American Idiot: The Original Broadway Cast Recording.[11]
- Versión en vivo grabada el 19 de marzo de 2005 en Tokio, Japón incluida en la edición especial japonesa de American Idiot[12] y en la edición Target de 21st Century Breakdown.[13]
- Versión en vivo grabada en Milton Keynes, Inglaterra que aparece en el CD/DVD Bullet in a Bible.[14]
- Versión en vivo grabada en enero de 2010 en Tokio, Japón grabada en el DVD del CD/DVD Awesome as Fuck.[15]

## Posicionamiento en listas
| Alemania       | German Singles Chart      | 76 |
| Australia      | Australian Singles Chart  | 24 |
| Austria        | Austrian Singles Chart    | 55 |
| Dinamarca      | Danish Singles Chart      | 19 |
| Estados Unidos | Alternative Songs         | 27 |
| Irlanda        | Irish Singles Chart       | 26 |
| Nueva Zelanda  | New Zealand Singles Chart | 26 |
| Reino Unido    | UK Singles Chart          | 17 |
| Suiza          | Swiss Singles Chart       | 34 |

## Créditos y personal
| - Billie Joe Armstrong: voz principal, composición, guitarra. - Rob Cavallo: producción. - Tré Cool: batería, percusión. - Mike Dirnt: bajo, coro. - Green Day: producción. - Ted Jensen: masterización. | - Chris Lord-Alge: mezcla. - Doug McKean: ingeniería. - Grabado en Ocean Way Recording, Hollywood, California. - Mezclado en Image Recording Studios, Hollywood, California. - Masterializado en Sterling Sound, Nueva York. |